# Katharine, Công tước phu nhân xứ Kent
Katharine, Công tước phu nhân xứ Kent GCVO (Katharine Lucy Mary, nhũ danh Worsley, sinh ngày 22 tháng 2 năm 1933), là vợ của Vương tôn Edward, Công tước xứ Kent, cháu trai của vua George V của Vương quốc Anh và Mary xứ Teck, và em họ đầu tiên của Nữ vương Elizabeth II.
Công tước phu nhân xứ Kent thu hút được sự chú ý cho việc cải đạo sang Công giáo trong năm 1994, đây là thành viên cao cấp đầu tiên của Vương thất để cải đạo công khai kể từ khi thông qua Đạo luật Giải quyết 1701. Công tước phu nhân rất thích âm nhạc, và đã tham gia như là một thành viên của nhiều dàn hợp xướng. Là người được biết đến như một fan hâm mộ bóng đá, bà cũng đã tham dự các trận đấu vô địch ở trận chung kết Cúp FA hơn bất kỳ thành viên nào khác của gia đình Vương thất.
Sự thân thiện của Công tước phu nhân đã giúp bà giành được nhiều sự ủng hộ từ công chúng. Bà thích được biết đến trong cuộc sống riêng tư với cái tên Katharine Kent, và cũng thích được gọi là Katharine, Công tước phu nhân xứ Kent. Tuy nhiên, danh hiệu chính thức của bà vẫn Her Royal Highness The Duchess of Kent.

## Kết hôn
Ngày 08 tháng sáu 1961, bà kết hôn với Vương tôn Edward, Công tước xứ Kent, con trai cả của Vương tử George, Công tước xứ Kent, và Marina của Hy Lạp và Đan Mạch, tại York Minster.
Du khách bao gồm các diễn viên Noël Coward và Douglas Fairbanks, Jr cũng như các thành viên của gia đình Vương thất Anh và Tây Ban Nha. Áo choàng của cô dâu được thiết kế bởi John Cavanagh, và bà đeo một vương miện băng tóc có đính kim cương được mẹ bà cho mượn.

## Con cái
| Tên                                   | Sinh                | Kết hôn             | Kết hôn                           | Con cái                                                                            |
| ------------------------------------- | ------------------- | ------------------- | --------------------------------- | ---------------------------------------------------------------------------------- |
| George Windsor, Bá tước xứ St Andrews | 26 tháng 6 năm 1962 | 9 tháng 1 năm 1988  | Sylvana Tomaselli                 | Edward Windsor, Lord Downpatrick Lady Marina Charlotte Windsor Lady Amelia Windsor |
| Lady Helen Taylor                     | 28 tháng 4 năm 1964 | 18 tháng 7 năm 1992 | Timothy Taylor                    | Columbus Taylor Cassius Taylor Eloise Taylor Estella Taylor                        |
| Lord Nicholas Windsor                 | 25 tháng 7 năm 1970 | 4 tháng 11 năm 2006 | Paola Doimi de Lupis de Frankopan | Albert Windsor Leopold Windsor                                                     |

## Một số sự kiện khác
Báo cáo của BBC nói rằng Công tước phu nhân bị hội chứng mệt mỏi mãn tính, trong khi tờ Mail on Sunday cho biết bà bị trầm cảm. Đến năm 1999, bà dường như đã khỏi bệnh, và khi được phỏng vấn bởi tờ Daily Mail về những thay đổi đột ngột, bà trả lời mà không cần suy nghĩ, rằng bà đã đau khổ vô cùng vì bệnh celiac. Bà bước xuống từ vai trò là người đứng đầu của Hội ME ở Anh sau khi có chẩn đoán mới này, và kể từ khi bà hăng hái làm việc với các tổ chức từ thiện và các trường học khác nhau. Khi được hỏi bởi tờ Daily Mail vào năm 1999 về lịch sử căn bệnh lâu dài của mình, câu trả lời của bà chỉ đơn giản là: "Không ai trong chúng ta đi qua cuộc sống mà không bị tổn thương".
Năm 2002, Công tước phu nhân xứ Kent đã quyết định không sử dụng kính xưng cá nhân Her Royal Highness để giảm bớt nhiệm vụ vương gia của mình. Kể từ đó, bà đã chính thức được gọi là Katharine Kent, mặc dù phong cách chính thức (ví dụ như tại Thông tư Tòa án) vẫn là HRH Công tước phu nhân xứ Kent. Cho một ví dụ, khi bà xuất hiện trong buổi trao giải thưởng Nhạc sĩ trẻ của BBC vào năm 2002, bà đã yêu cầu các nhà tổ chức giới thiệu bà là "Katharine, Công tước phu nhân xứ Kent."